# Roland Maria Stangier
Roland Maria Stangier (* 1957) ist ein deutscher Organist und Hochschullehrer.

## Leben
Stangier studierte bei Zsolt Gárdonyi in Würzburg und Daniel Roth in Paris. Er war Stipendiat des Berliner Alliierten Luftbrücken-Gedenkfonds-Stipendium (Bourse du mémorial du pont aérien) und damit der erste Organist, an den das Stipendium vergeben wurde. In dieser Zeit widmete er sich den Studien in Paris und Strasbourg bei Daniel Roth und André Fleury.
Nach einer Tätigkeit als Kantor in Schopfheim (1982/83) und Berlin (1983–91) war er von 1991 bis 1995 Kantor und Organist an der Hauptkirche St. Petri in Hamburg als Nachfolger von Ernst-Ulrich von Kameke sowie Leiter des Hamburger Bachchors. Nach Lehrtätigkeiten an der Hochschule für Künste Bremen und an der Erzbischöflichen Kirchenmusikschule Berlin folgte er 1994 dem Ruf als Professor für Orgel und Orgelimprovisation an die Folkwang Universität der Künste in Essen. In den Jahren 1998 bis 2000 war Stangier zudem Hauptorganist der Reformierten Stadtkirche Solothurn (CH). Der Organist ist Initiator des Internationalen Improvisationswettbewerbs Maurice Duruflé Hamburg. Er war von 2003 bis 2017 Kustos der Kuhn-Orgel der Philharmonie Essen und 2009 bis 2023 einer der Orgel-Kuratoren der Philharmonie Mercatorhalle Duisburg. Darüber hinaus war Stangier von 2010 bis 2023 Titularorganist der Kreuzeskirche in Essen. Im Rahmen seiner nationalen wie internationalen Konzerttätigkeit war Stangier 2018 Artist in Residence in Grace Church Georgetown, Washington DC. Seit 2022 organist in residence an St. Lorenz, Nürnberg.
Roland Maria Stangier hat zahlreiche CDs eingespielt. Neben zahlreichen Orgelimprovisationen (u. a. Hanns Dieter Hüsch liest Psalmen - Ich stehe unter Gottes Schutz (1996), Tages- und Jahreszeiten. Improvisationen über Volks- und Kinderlieder) und unterschiedlichen Einspielungen, darunter von Johannes Brahms: Ein deutsches Requiem (Mitra 1994) sowie Die Knauf-Orgel in der kath. Pfarrkirche St. Philippus und Jakobus zu Geisa (Ambiente-Musikproduktion 2002) wurde Stangier mit dem ersten Solo-Album der English Town Hall Organ Philharmonie Duisburg betraut.